# Phanaeus viridicollis
Phanaeus viridicollis är en skalbaggsart som beskrevs av Olsoufieff 1924. Phanaeus viridicollis ingår i släktet Phanaeus och familjen bladhorningar. Inga underarter finns listade i Catalogue of Life.